# Susanne Schenda

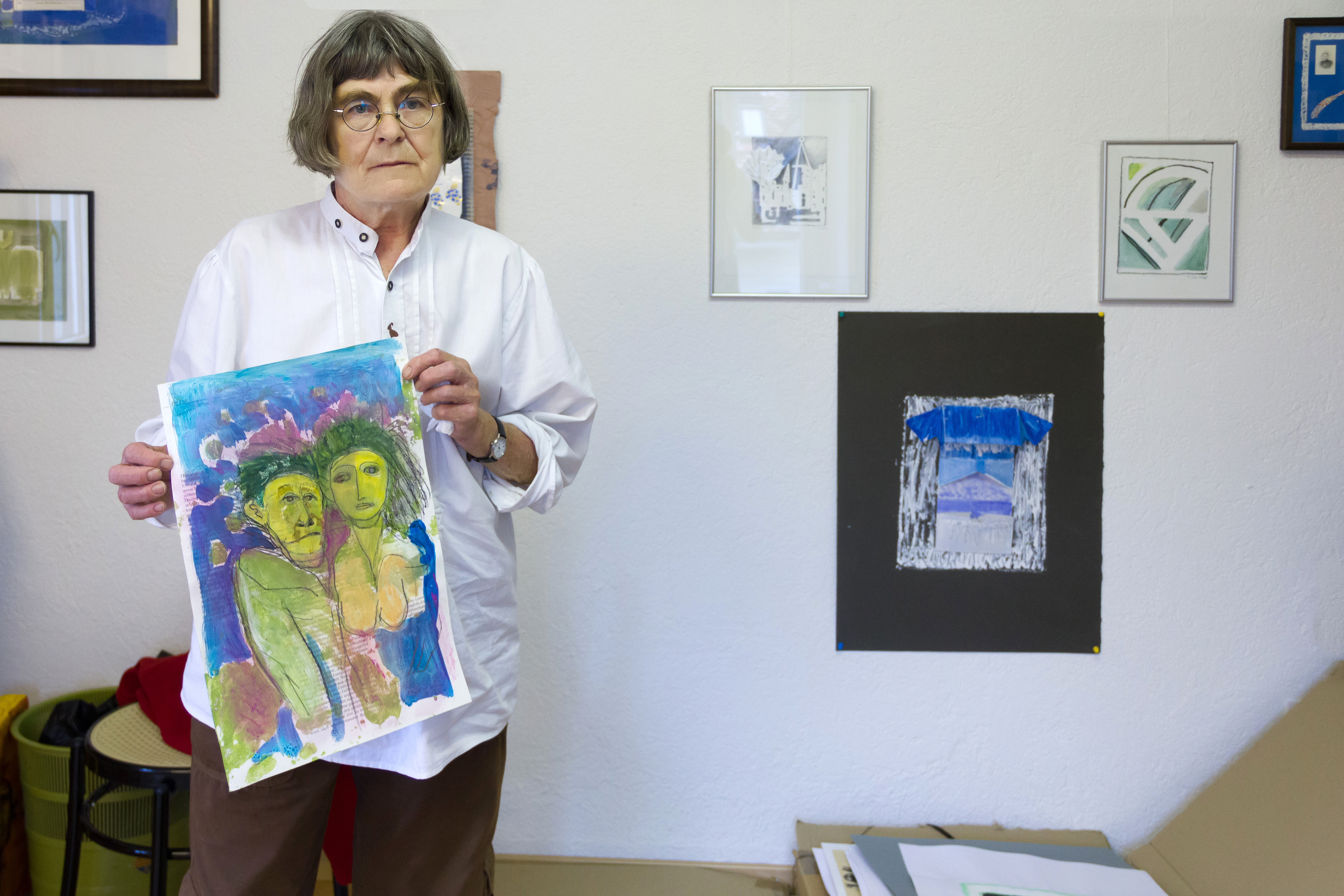
Die Künstlerin Susanne Schenda in ihrem Atelier in der Schweiz, Jona.

Susanne Schenda (* 16. Juni 1931 in Prag) ist eine deutsche Künstlerin und Fotografin. Sie lebt seit 1985 in Jona, Schweiz.

## Leben
Susanne Schenda studierte Anglistik und Romanistik an der Universität München und war von 1954 bis 1955 mit einem Fulbrightstipendium (für Anglistik und Kunst) an der University of Colorado, Boulder.
Seit 1958 ist sie mit dem Volkskundler, Literaturwissenschaftler und Erzählforscher Rudolf Schenda († 14. Oktober 2000) verheiratet. Zusammen haben sie zwei Töchter.
Ab 1980 vertieft sie ihr künstlerisches Wissen in Lehrveranstaltungen bei Anna Elisa Heine (Fotografie), als Gasthörerin an der Gesamthochschule Kassel bei Werner Kausch (Malerei) und an der F+F Schule in Zürich.
1985 Umzug in die Schweiz.

## Ausstellung in Deutschland
- 1979 Kunstmarkt Göttingen (juriert)
- 1982 Frauenzentren Stuttgart und Tübingen
- 1983 Galerie Apex, Göttingen
- 1990 Fotografieausstellung Frauenbuchladen Hamburg
- 1997 Fotografieausstellung Grünes Büro Delmenhorst
- 2000 Bilder und Fotografien, Galerie Reinfeld, Bremen; es erscheint ein Katalog zur Ausstellung
- 2011 Kulturelle Landpartie im Wendland (Niedersachsen) vom 2.–13. Juni - Ausstellung 'Arte povera - Küchenkunst', Püggen 8

## Ausstellung Schweiz
- 1992 'Schaltjahr' - Gemeinschaftsausstellung Gemeinde Maur
- 1992 Einzelausstellung Wettsteinhaus Maur
- 2000 'Nachbarn' - Gemeinschaftsausstellung in der Alten Fabrik, Rapperswil
- 2001 Andere Galerie, Race & Gender, Zürich
- 2009 'interregio.RJ 09' - Ausstellung im 'minimuseum vigano', Rapperswil; Preis zusammen mit Julius Vollenweider
- 2010 'interregio.RJ 10' - Ausstellung im 'minimuseum vigano', Rapperswil
- 2011/Oktober–November 'Fundstätten, Stadtfunde' - Gemeinschaftsausstellung mit Urs Schmid im 'minimuseum vigano', Rapperswil
- 2012/2013 '13. Schweizer Kunst-Supermarkt', 9. November 2012 – 6. Januar 2013, Solothurn
- 2014 'Offenes Atelier', 22. und 23. März
- 2015 'Kunst ist ein blaues Wunder', Ausstellung im Atrium des Elektrizitätswerks Jona-Rapperswil

## Veröffentlichungen
- Susanne Schenda: Bilder und Fotografie, Bremen 2000, ISBN 3-934251-23-4